# Mistrzostwa Europy w Koszykówce Mężczyzn 2003
Mistrzostwa Europy w koszykówce mężczyzn 2003 odbyły się w Szwecji w dniach 5–14 września. Złoto zdobyła Litwa, srebro Hiszpania, brąz wzięła drużyna Włoch. Litwin Šarūnas Jasikevičius został MVP turnieju.

## Grupa A

### Tabela
| Msc. | Drużyna              | Pkt | Zw | Por | Stosunek koszy |
| ---- | -------------------- | --- | -- | --- | -------------- |
| 1.   | Francja              | 6   | 3  | 0   | 271: 210       |
| 2.   | Słowenia             | 5   | 2  | 1   | 232: 217       |
| 3.   | Włochy               | 4   | 1  | 2   | 199: 234       |
| 4.   | Bośnia i Hercegowina | 3   | 0  | 3   | 210: 251       |

### Wyniki
5 września 2003 r.
- Słowenia 77 – 67 Włochy
- Francja 98 – 76 Bośnia i Hercegowina

6 września 2003 r.
- Bośnia i Hercegowina 62 – 73 Słowenia
- Włochy 52 – 85 Francja

7 września 2003 r.
- Słowenia 82 – 88 Francja
- Bośnia i Hercegowina 72 – 80 Włochy

## Grupa B

### Tabela
| Msc. | Drużyna | Pkt | Zw | Por | Stosunek koszy |
| ---- | ------- | --- | -- | --- | -------------- |
| 1.   | Litwa   | 6   | 3  | 0   | 279: 224       |
| 2.   | Niemcy  | 5   | 2  | 1   | 251: 260       |
| 3.   | Izrael  | 4   | 1  | 2   | 234: 255       |
| 4.   | Łotwa   | 3   | 0  | 3   | 252: 277       |

### Wyniki
5 września 2003 r.
- Niemcy 86 – 81 Izrael
- Litwa 92 – 91 Łotwa

6 września 2003 r.
- Łotwa 86 – 94 Niemcy
- Izrael 62 – 94 Litwa

7 września 2003 r.
- Litwa 93 – 71 Niemcy
- Izrael 91 – 75 Łotwa

## Grupa C

### Tabela
| Msc. | Drużyna             | Pkt | Zw | Por | Stosunek koszy |
| ---- | ------------------- | --- | -- | --- | -------------- |
| 1.   | Hiszpania           | 6   | 3  | 0   | 263: 196       |
| 2.   | Rosja               | 5   | 2  | 1   | 264: 240       |
| 3.   | Serbia i Czarnogóra | 4   | 1  | 2   | 225: 238       |
| 4.   | Szwecja             | 3   | 0  | 3   | 191: 269       |

### Wyniki
5 września 2003 r.
- Serbia i Czarnogóra 80 – 95 Rosja
- Hiszpania 99 – 52 Szwecja

6 września 2003 r.
- Rosja 77 – 89 Hiszpania
- Szwecja 68 – 78 Serbia i Czarnogóra

7 września 2003 r.
- Serbia i Czarnogóra 67 – 75 Hiszpania
- Szwecja 71 – 92 Rosja

## Grupa D

### Tabela
| Msc. | Drużyna   | Pkt | Zw | Por | Stosunek koszy |
| ---- | --------- | --- | -- | --- | -------------- |
| 1.   | Grecja    | 6   | 3  | 0   | 231: 219       |
| 2.   | Turcja    | 5   | 2  | 1   | 222: 216       |
| 3.   | Chorwacja | 4   | 1  | 2   | 241: 223       |
| 4.   | Ukraina   | 3   | 0  | 3   | 213: 249       |

### Wyniki
5 września 2003 r.
- Ukraina 69 – 77 Turcja
- Grecja 77 – 76 Chorwacja

5 września 2003 r.
- Chorwacja 93 – 71 Ukraina
- Turcja 70 – 75 Grecja

5 września 2003 r.
- Grecja 79 – 73 Ukraina
- Turcja 75 – 72 Chorwacja

## Druga runda
8 września 2005 r.
- Rosja 81 – 77 Chorwacja
- Turcja 76 – 80 Serbia i Czarnogóra
- Słowenia 76 – 78 Izrael
- Niemcy 84 – 86 Włochy

## Ćwierćfinały
10 września 2005 r.
- Francja 76 – 69 Rosja
- Litwa 98 – 82 Serbia i Czarnogóra

11 września 2005 r.
- Hiszpania 78 – 64 Izrael
- Grecja 59 – 62 Włochy

## Półfinały
13 września 2005 r.
- Francja 70 – 74 Litwa
- Hiszpania 81 – 79 Włochy

## Finały
14 września 2003 r.

### mecz o 7. miejsce
- Rosja 82 – 89 Izrael

### mecz o 5. miejsce
- Serbia i Czarnogóra 64 – 72 Grecja

### mecz o 3. miejsce
- Francja 67 – 69 Włochy

### mecz o 1. miejsce
- Litwa 93 – 84 Hiszpania

## Ostateczna klasyfikacja
| Miejsce | Drużyna              |
| ------- | -------------------- |
| 1       | Litwa                |
| 2       | Hiszpania            |
| 3       | Francja              |
| 4       | Włochy               |
| 5       | Grecja               |
| 6       | Serbia i Czarnogóra  |
| 7       | Izrael               |
| 8       | Rosja                |
| 9       | Niemcy               |
| 10      | Słowenia             |
| 11      | Chorwacja            |
| 12      | Turcja               |
| 13      | Łotwa                |
| 14      | Ukraina              |
| 15      | Bośnia i Hercegowina |
| 16      | Szwecja              |